# Ilha Scrub
A ilha Scrub é a segunda maior ilha do arquipélago de Anguila, localizado no mar do Caribe. Possui uma área de 3,48 km² e encontra-se desabitada. É uma ilha privada.